# Анри Делаборд
Анри Делаборд (фр. Henri Delaborde) је био француски мачевалац који се такмичио на првим Олимпијским играма 1896. у Атини
Учествовао је у дисциплини флорет за аматере. У својој квалификационој групи био је трећи од четири учесника јер је победио грчког такмичара Јоаниса Пулоса и изгубио од друга два Француза Анри Калоа и Грка Периклеа Перакос-Мавромихалиса. У укупном пласману поделио је пето место са Грком Костантинос Комниос-Милиотисом трећепласираним из друге групе.

## Резултати
| Меч | Победник                            | Тушеви | Поражени                |
| --- | ----------------------------------- | ------ | ----------------------- |
| A1  | Перикле Пјеракос Мавромихалис Грчка | 3-1    | Анри Делаборд Француска |
|     |                                     |        |                         |
| A4  | Анри Кало Француска                 | 3-1    | Анри Делаборд Француска |
|     |                                     |        |                         |
| A6  | Анри Делаборд Француска             | 3-1    | Јоанис Пулос Грчка      |
|     |                                     |        |                         |